# Адріатичне море
Адріати́чне мо́ре або Ядра́нське мо́ре (італ. mare Adriatico, грец. Αδριατική Θάλασσα, словен. Jadransko morje, хорв. і босн. Jadransko more, серб. і мак. Јадранско Море, алб. Deti Adriatik, лат. mare Hadriaticum) — напівзамкнуте море, висунута найдалі на північ частина Середземного моря, між Апеннінським і Балканським півостровами. Площа моря складає 124 963 км².

## Назва
Назва моря походить від античного порту Адрія, розташованого на узбережжі в дельті річок По і Адідже. Спочатку античні греки називали Адрією (грец. Adrias Kolpos) тільки північну частину моря, але пізніше ця назва перейшла на все море. У давніх римлян море називалось лат. Mare Seperum чи лат. Mare Hadriaticum.

## Межі
На півдні межею Адріатичного моря є протока Отранто, яка з'єднує його з Іонійським морем. Міжнародна гідрографічна організація встановила таку межу Адріатичного моря на півдні: лінія прямує від гирла річки Бутринті (англ. Butrinto River або англ. Vivari Channel) (Албанія, 39°44'N) до мису Караголь (Корфу, 39°45'N), далі уздовж північного узбережжя острова Корфу до мису Кефалі (39°45'N) і звідти до мису Санта-Марія-ді-Леука (Італія).

## Фізико-географічне положення
Омиває береги Італії, Хорватії, Чорногорії, Албанії, Словенії та Боснії і Герцеговини. На півдні протокою Отранто з'єднується з Іонічним морем. Ширина від 93 до 222 км, довжина — 820 км.

### Узбережжя
Узбережжя моря можна чітко розділити на 3 ділянки:
- Північно-західне узбережжя низьке, з численними лагунами (Венеційська, Валлі-ді-Комаккьо) і довгими піщаними пляжами. Тут море швидко заповнюється алювіальними наносами альпійських річок (Ізонцо, Тальяменто, П'яве, По, Еч (Адідже)), в результаті чого морські порти античних часів (Л'Аквіла, Адрія) нині опинилися далеко від моря[8].
- Південно-західне — низьке і вирівняне, порізане слабко.
- Східне — інгресійне (далматинський тип), переважно гористе. Являє собою ряд затоплених морем паралельних до берега долин, що зумовлює значну кількість великих (здебільшого витягнутих) і малих островів — Далматинські острови[7]. Багато заток і зручних гаваней.

| Держава | Материкове | Островів | Загалом | Довжина висхідної ліній[1] | Карта |
| --- | ---------- | -------- | ------- | -------------------------- | ----- |
| Хорватія | 1777,3     | 4058,0   | 5835,3  | 526,0                      |       |
| Італія | 1249,0     | 23,0[2]  | 1272,0  | 926,0                      |       |
| Албанія | 396,0      | 10,0     | 406,0   | 265,0                      |       |
| Чорногорія                                                                                                   | 249,0      | 11,0     | 260,0   | 92,0                       |       |
| Словенія | 46,6       | 0,0      | 46,6    | 17,0                       |       |
| Боснія і Герцеговина                                                                                         | 21,2       | 0,0      | 21,2    | 10,5                       |       |
| Усього: | 3739,1     | 4102     | 7841,1  | 1836,5                     |       |
| 1 — відстань між крайніми точками берегової лінії кожної держави; 2 — острови внутрішніх лагун не враховано. |            |          |         |                            |       |

Море біля берегів глибоке, що сприяє судноплавству.
Найбільші затоки: Венеційська, Трієстська, Манфредонія, Дринська.
Півострови: на півночі Істрія, на півдні — Горгано, Пелещац.
Більшість островів знаходиться на далматинському узбережжі: Крк (405 км²), Црес (405 км²), Брач (395 км²), Хвар (300 км²), Паг (285 км²) и Корчула (276 км²). Поблизу Італії острови майже відсутні — П'яноса, Треміті.

## Геологія і рельєф дна
Пересічна глибина близько 200 м, найбільша — 1589 м. Дно являє собою улоговину з ухилом з північного заходу (глибини 20—65 м) на південний схід. У південно-східній частині моря западина з найбільшою глибиною. Донні відклади складають форамініферові піски й мули, поблизу берегів — галька, гравій, пісок. Перспективні пошуки родовищ нафти й природного газу, особливо поблизу соляних куполів, на шельфі — мезозойські й палеогенові відклади.
Адріатичне море розділено на три басейни, північний є мілководний, південний — найглибшим, з максимальною глибиною 1233 м. Підводний хребет Отранто розмежовує Адріатичне та Іонічне моря.
Адріатичне море розташовано на Адріатичній плиті, що була відокремлена від Африканської плити у мезозої. Рух цієї плити сприяв формуванню оточуючих гірських пасом і Апеннінського тектонічного підняття після його зіткнення з Євразійською плитою. У пізньому олігоцені було утворено Апеннінський півострів, що відокремив Адріатичний басейн від решти Середземномор'я. Всі типи осадових порід зустрічаються в Адріатиці, причому основна частина матеріалу, що транспортується річкою По та іншими. Західне узбережжя є рівнинне або терасоване, в той час як східне узбережжя має круте падіння з яскраво позначеним карстом.

## Клімат
Більша частина акваторії моря лежить в середземноморській області субтропічного кліматичного поясу, лише північна частина— в помірному. Влітку переважають тропічні повітряні маси, взимку — помірні. Значні сезонні амплітуди температури повітря і розподілу атмосферних опадів. Влітку жарка, ясна і тиха погода; взимку відносно тепло, похмура вітряна погода і дощить. У північній акваторії моря помітніші сезонні коливання температури повітря. Переважає циклонічна діяльність, погода мінлива.
Море із 3-х сторін оточене горами, що значно впливає на місцевий клімат: на півночі — Альпи, на сході — Динарське нагір'я, на заході — Апенніни. Взимку велика хмарність і значні опади (60-70 % річної кількості), влітку переважно ясна погода з яскраво вираженими бризом. Протягом року переважають місцеві вітри північних (бора на сході, містраль) і південних (сироко) напрямків, що досягають взимку штормової сили.

## Гідрологія
Температура води на поверхні в лютому +7…+13 °C, у серпні +24…+26 °C. У глибинних шарах температура води +12…+12,5 °C
Припливи неправильні подобові (до 1,2 м на півночі).
Поверхневі морські течії утворюють циклональний кругообіг: вздовж північно-східного узбережжя на північний захід рухаються середземноморські води, вздовж південно-західного берега у зворотному напрямку — адріатичні води.

## Гідрохімія
Солоність морської води від 30 ‰ до 38 ‰ (на півдні). Більшість повноводних річок впадає в північній частині моря, опріснюючи північну акваторію. У глибинних шарах солоність 38—38,58 ‰.

## Біологія
Акваторія моря виокремлюється в самостійний морський екорегіон Адріатичного моря бореальної північноатлантичної зоогеографічні провінції. Зоогеографічно донна фауна континентального шельфу до глибини 200 м належить до середземноморської провінції, перехідної зони між бореальною та субтропічною зонами.
Адріатичне море має досить багату флору і фауну. У морі росте більше 750 видів водоростей (червоні, бурі, зелені). У прибережній зоні безліч видів черевоногих (Gastropoda) і двостулкових молюсків (Bivalvia) з товстими міцними мушлями, що надійно захищають їх від ударів хвиль; голкошкірих і ракоподібних. На мілководді мешкають устриці (Ostreoida), мідії (Mytilus), морські блюдечка (Patella), морські їжаки(Echinoidea), морські огірки (Holothurioidea), невеличкі краби (Brachyura). У заростях водоростей плавають морські коники (Hippocampinae). На більшій глибині живуть великі ракоподібні — омари (Homarus), великі краби, а також восьминоги (Octōpoda), каракатиці (Sepiida), морські зірки (Asteroidea), запливають вугрі (Anguilla) і мурени (Muraena). Товща вод насичена планктоном і молоддю риб. Морські простори розрізають зграї сардин (Sardina), скумбрія (Scomber), пеламіда (Sarda sarda), тунці (Thunnus), макрель скумбрійовидна (Auxis rochei) і макрель-фрегат (Auxis thazard). Течії приносять безліч ніжних, прозорих медуз, гідроїдних поліпів, що світяться в ночі. З акул найбільш поширені карликова (Euprotomicrus bispinatus), колюча, або катран (Squalus), блакитна акули (Prionace glauca), морська лисиця (Raja clavata), на великих глибинах — ліхтарна колюча акула (Etmopterus spinax), зрідка велетенська акула (Cetorhinus maximus). З ссавців в Адріатичному морі мешкають дельфіни і тюлень-монах (Monachus monachus), що знаходиться під загрозою зникнення.

## Господарське використання
Узбережжя Адріатичного моря з давніх часів щільно заселене, відзначається високим рівнем господарського розвитку. «Нафтові ворота» Європи для потоків вуглеводнів з Африки (Лівія) й Близького Сходу. Розвинене рибальство (сардини, скумбрієві), марикультура (устриці, мідії). На шельфі видобувають нафту, природний газ. На узбережжі курорти: Ріміні (Італія), Дубровник, Спліт, Шибеник (Хорватія) та інші.

### Морські порти

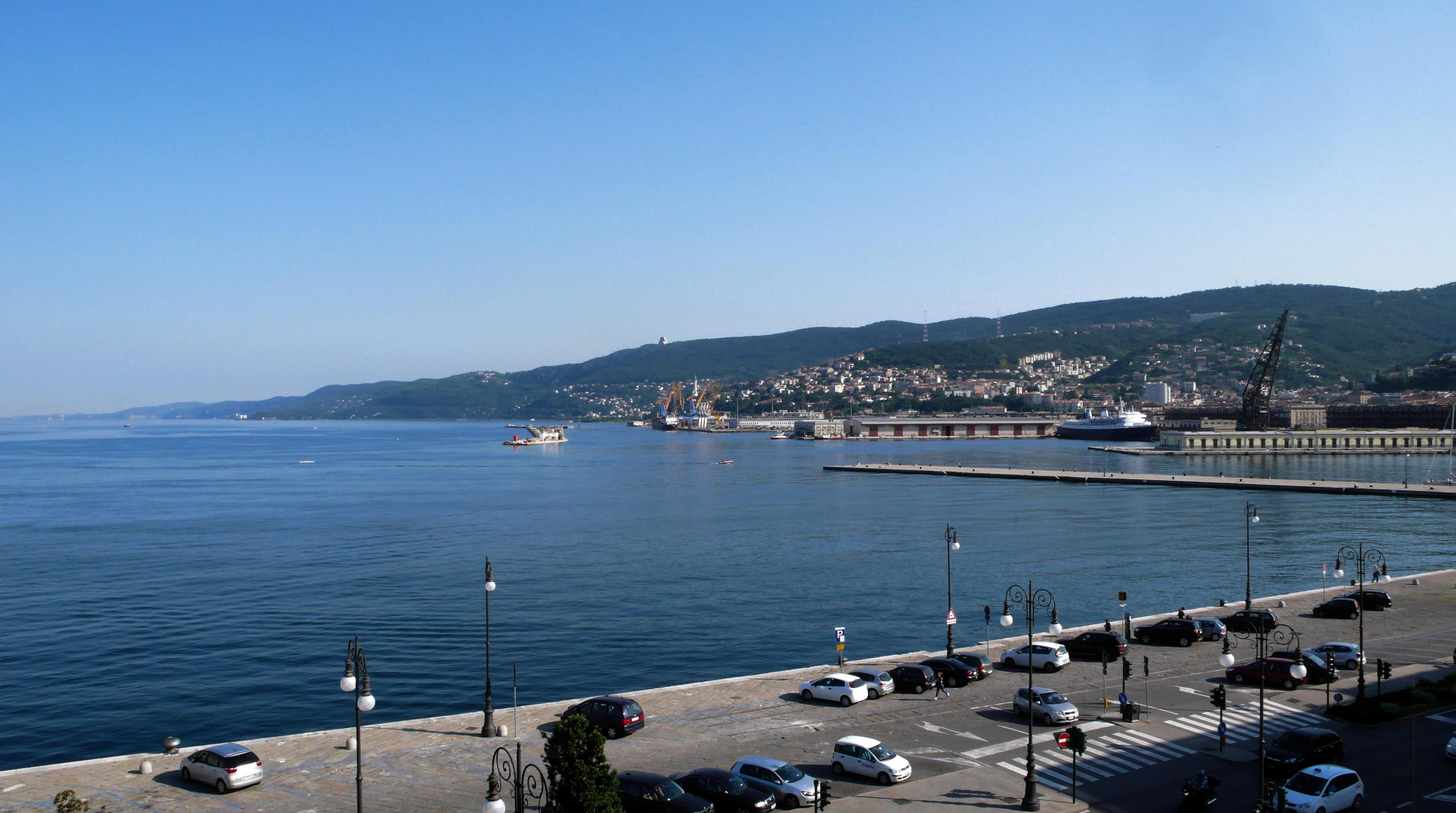
Порт Трієста
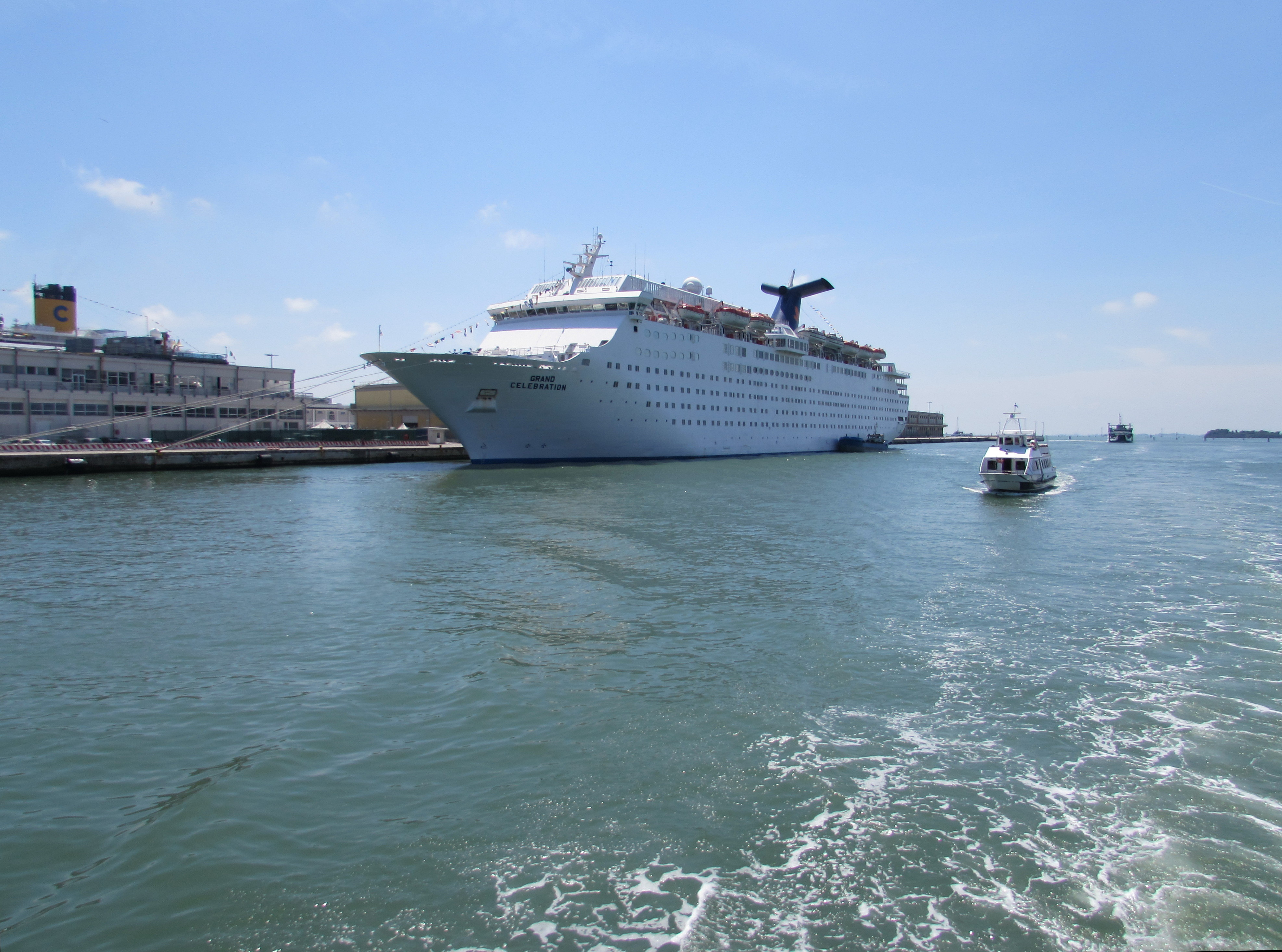
Порт Венеції
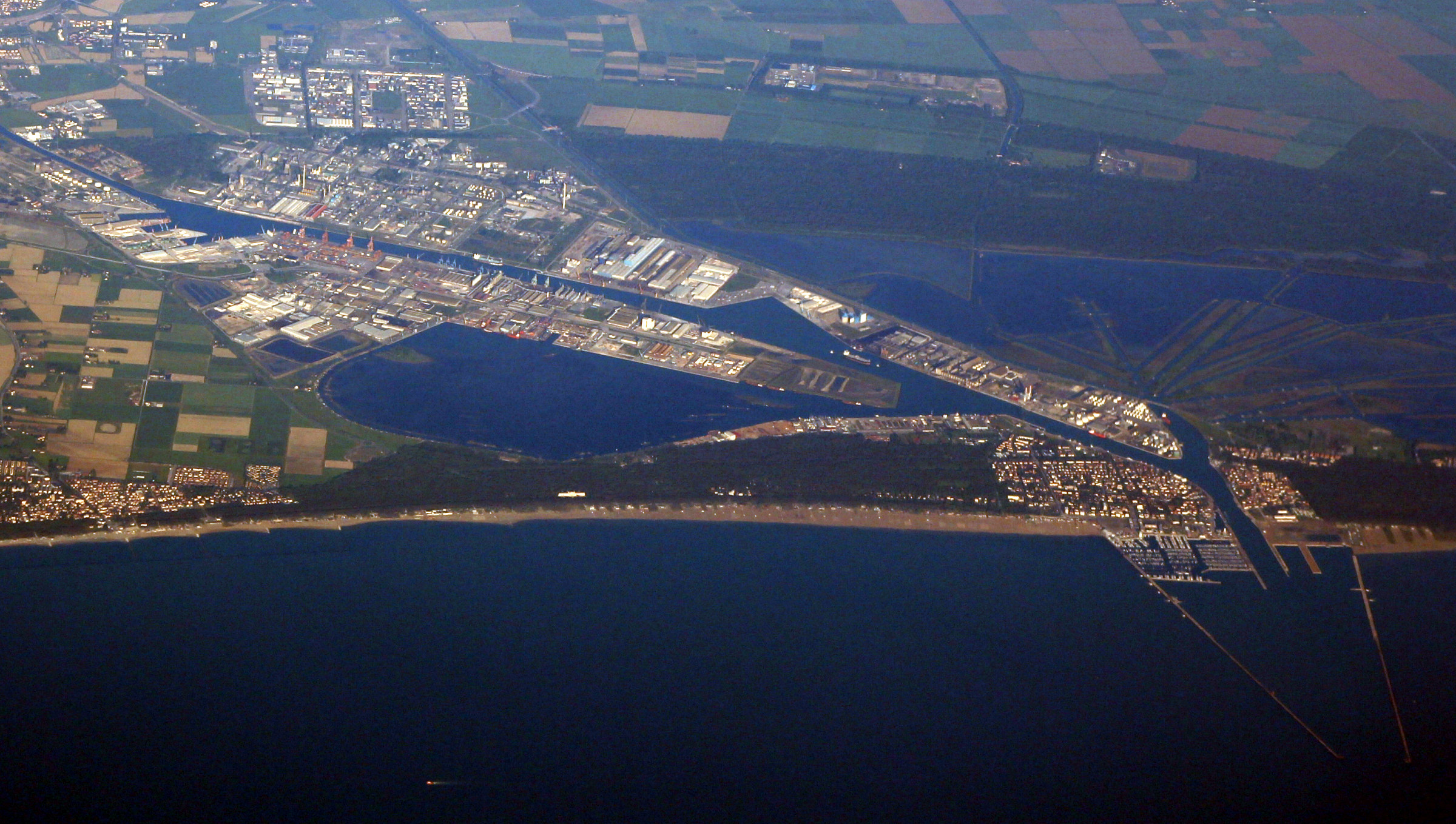
Порт Равенни
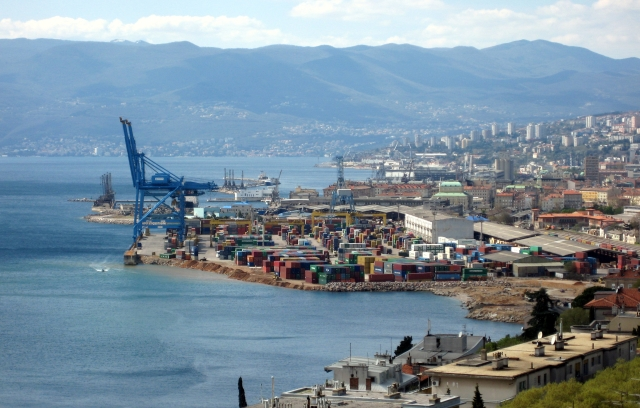
Порт Рієки
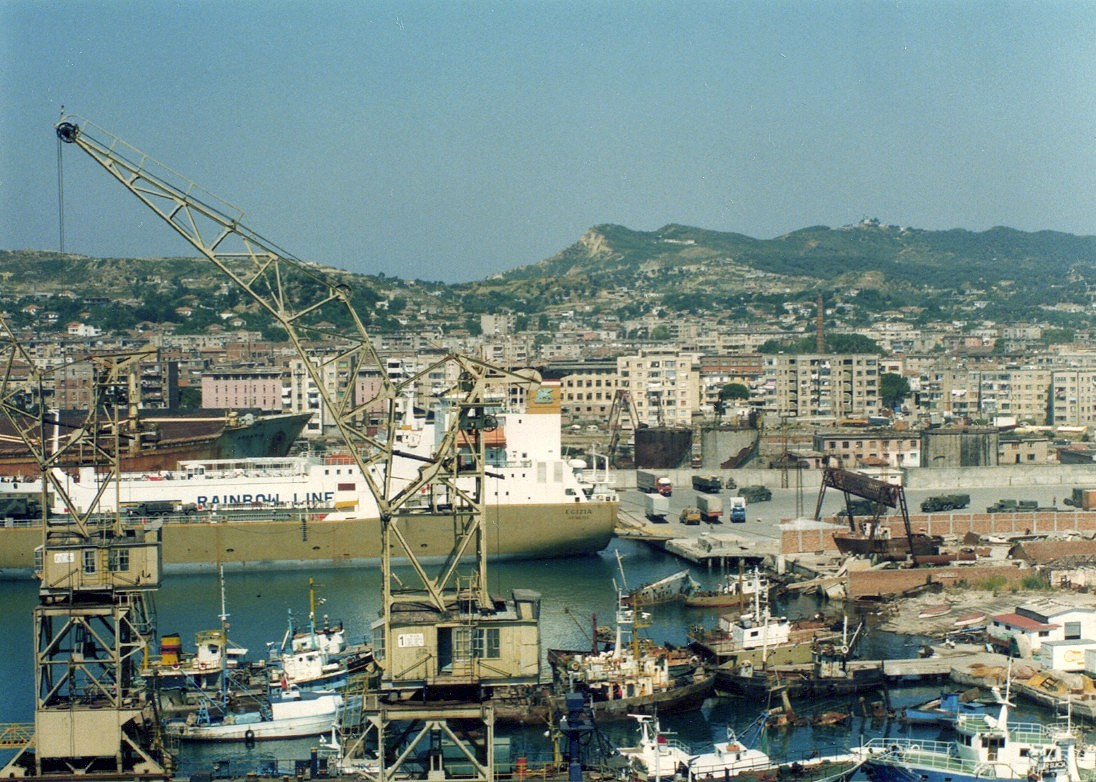
Порт Дурреса
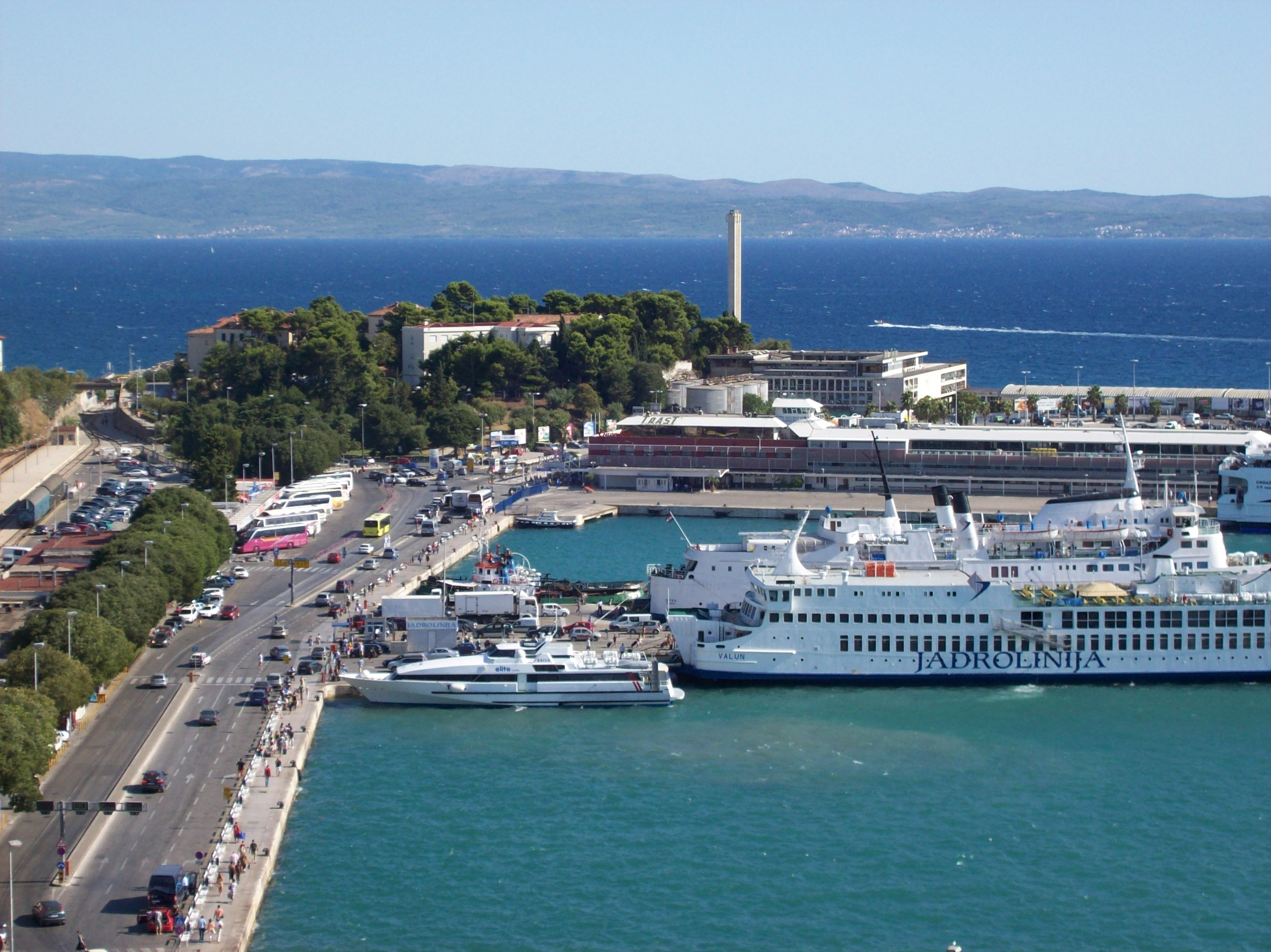
Порт Спліта

| Порт | Держава  | Регіон                | Тоннаж (млн тон) | Пасажири (млн осіб) |
| --- | -------- | --------------------- | ---------------- | ------------------- |
| Анкона | Італія   | Марке                 | 10,573           | 1,483               |
| Барі | Італія   | Апулія                | 3,197            | 1,392               |
| Барлетта | Італія   | Апулія                | 1,390            | -                   |
| Бриндізі | Італія   | Апулія                | 10,708           | 0,469               |
| Венеція | Італія   | Венето                | 32,042           | 1,097               |
| Дуррес | Албанія  | Дуррес                | 3,441            | 0,770               |
| Кіоджа | Італія   | Венето                | 2,990            | -                   |
| Копер | Словенія | Словенська Істрія     | 18,000           | 0,100               |
| Манфредонія | Італія   | Апулія                | 1,277            | -                   |
| Монфальконе | Італія   | Фріулі-Венеція-Джулія | 4,544            | -                   |
| Ногаро | Італія   | Фріулі-Венеція-Джулія | 1,475            | -                   |
| Ортона | Італія   | Абруццо               | 1,340            | -                   |
| Плоче | Хорватія | Дубровник-Неретва     | 5,104            | 0,146               |
| Рабац | Хорватія | Істрія                | 1,090            | 0,669               |
| Равенна | Італія   | Емілія-Романья        | 27,008           | -                   |
| Рієка | Хорватія | Приморсько-Ґораньє    | 15,441           | 0,219               |
| Спліт | Хорватія | Спліт-Далмація        | 2,745            | 3,979               |
| Трієст | Італія   | Фріулі-Венеція-Джулія | 39,833           | -                   |
| Інформація, якщо не зазначено інше, взята з сайтів Національного інституту статистики Італії (італ. Istituto Nazionale di Statistica), станом на 2007 рік; Бюро статистики Хорватії (хорв. Državni zavod za statistiku), станом на 2008 рік. Відсутність даних пасажиропотоків для італійських портів означає, що кількість пасажирів за рік була меншою за 200 тис. |          |                       |                  |                     |

- Порт Трієста
- Порт Венеції
- Порт Равенни
- Порт Рієки
- Порт Дурреса
- Порт Спліта

### Туризм
На невеликому Адріатичному узбережжі Словенії чотири курортних містечка — Копер, Ізола, Піран і Порторож. Узбережжя Хорватії відоме такими курортами, як Дубровник, Спліт, Шибеник, Макарська рив'єра (узбережжя між Брелою й Градацом), Пула, а також курортами Далматинських островів. Головний курортний район Чорногорії — Будванська рив'єра. У Боснії і Герцеговини всього один приморський курорт — Неум. Албанські курорти розташовані в районі Дурреса і на «Березі квітів» (узбережжя від Вльори до Саранді). На Італійському узбережжі Адріатичного моря користуються популярністю курорти Ріміні, Белларія-Іджеа-Марина, Каттоліка, Пескара, Галліполі, Венеційська рив'єра (узбережжя між Лідо-ді-Єзоло і Ліньяно), Пальмова рив'єра (узбережжя від Маре Габічче до Сан-Бенедетто-дель-Тронто).
| Держава                                                                     | Регіон                | Загалом місць для відпочиваючих (тис.)* | Місць у готелях (тис.) | Ночівель на рік (млн) |
| --------------------------------------------------------------------------- | --------------------- | --------------------------------------- | ---------------------- | --------------------- |
| Албанія                                                                     | —                     | —                                       | —                      | 2,302                 |
| Боснія і Герцеговина                                                        | Неум                  | 6,0                                     | 1,81                   | 0,280                 |
| Хорватія                                                                    | —                     | 411,722                                 | 137,561                | 34,915                |
| Італія                                                                      | Фріулі-Венеція-Джулія | 152,847                                 | 40,921                 | 8,656                 |
| Італія                                                                      | Венето                | 692,987                                 | 209,7                  | 60,820                |
| Італія                                                                      | Емілія-Романья        | 440,999                                 | 298,332                | 37,477                |
| Італія                                                                      | Марке                 | 193,965                                 | 66,921                 | 10,728                |
| Італія                                                                      | Абруццо               | 108,747                                 | 50,987                 | 33,716                |
| Італія                                                                      | Молізе                | 11,711                                  | 6,383                  | 7,306                 |
| Італія                                                                      | Апулія**              | 238,972                                 | 90,618                 | 12,982                |
| Чорногорія                                                                  | —                     | 40,427                                  | 25,916                 | 7,964                 |
| Словенія                                                                    | —                     | 24,080                                  | 9,33                   | 1,981                 |
| * — включно із місцями в готелях; ** — разом з узбережжям Іонійського моря. |                       |                                         |                        |                       |

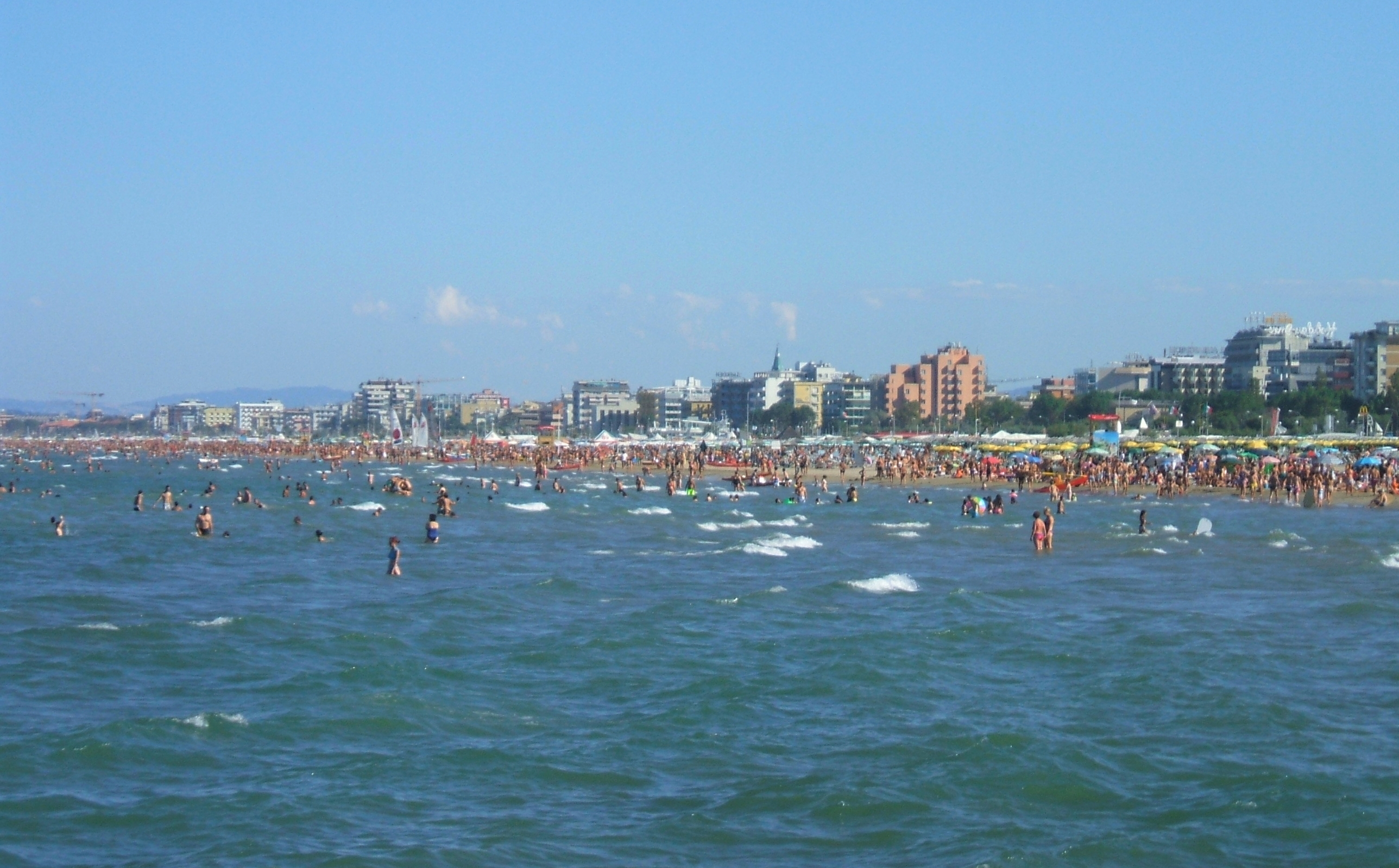
Пляж у Ріміні
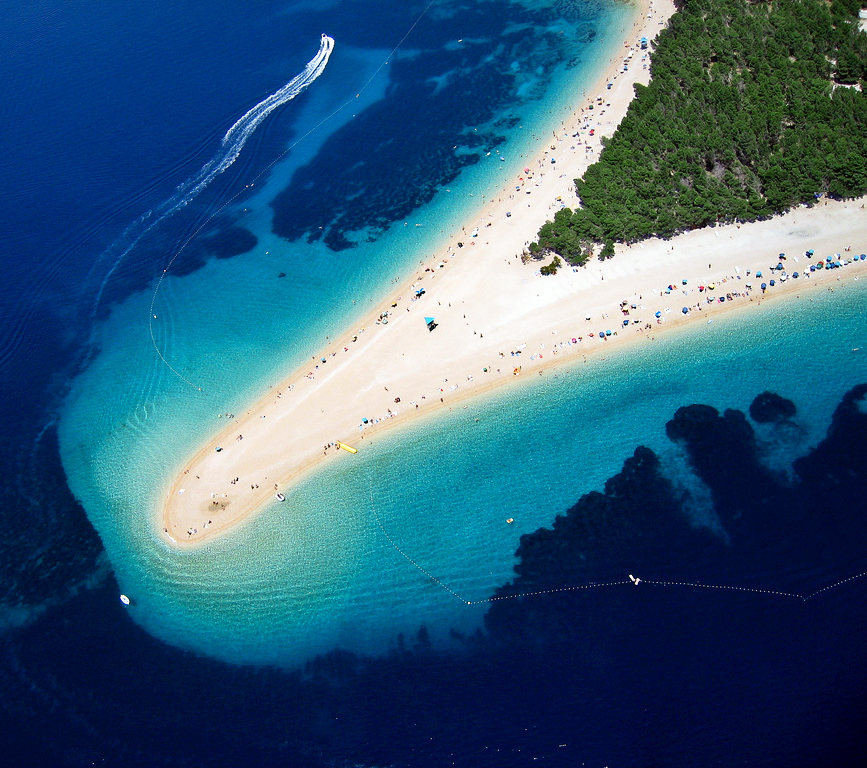
Пляж Золотого рогу на острові Брач
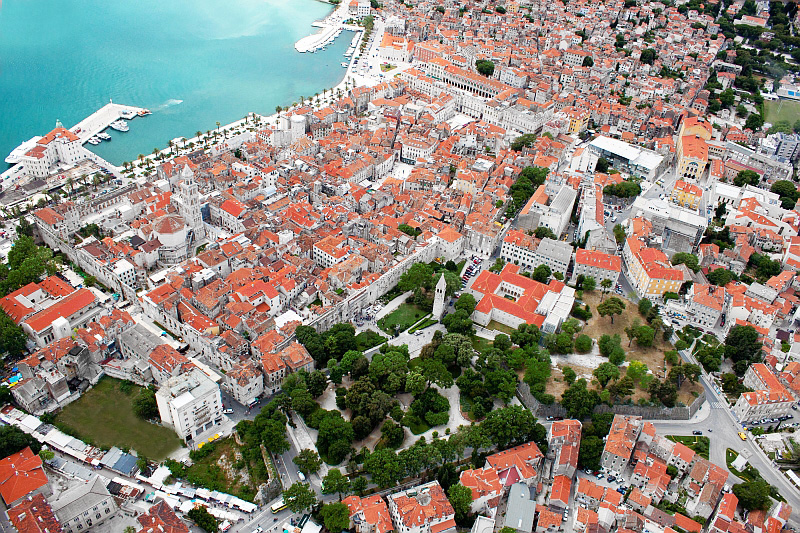
Давньоримський палац Діоклетіана у Спліті
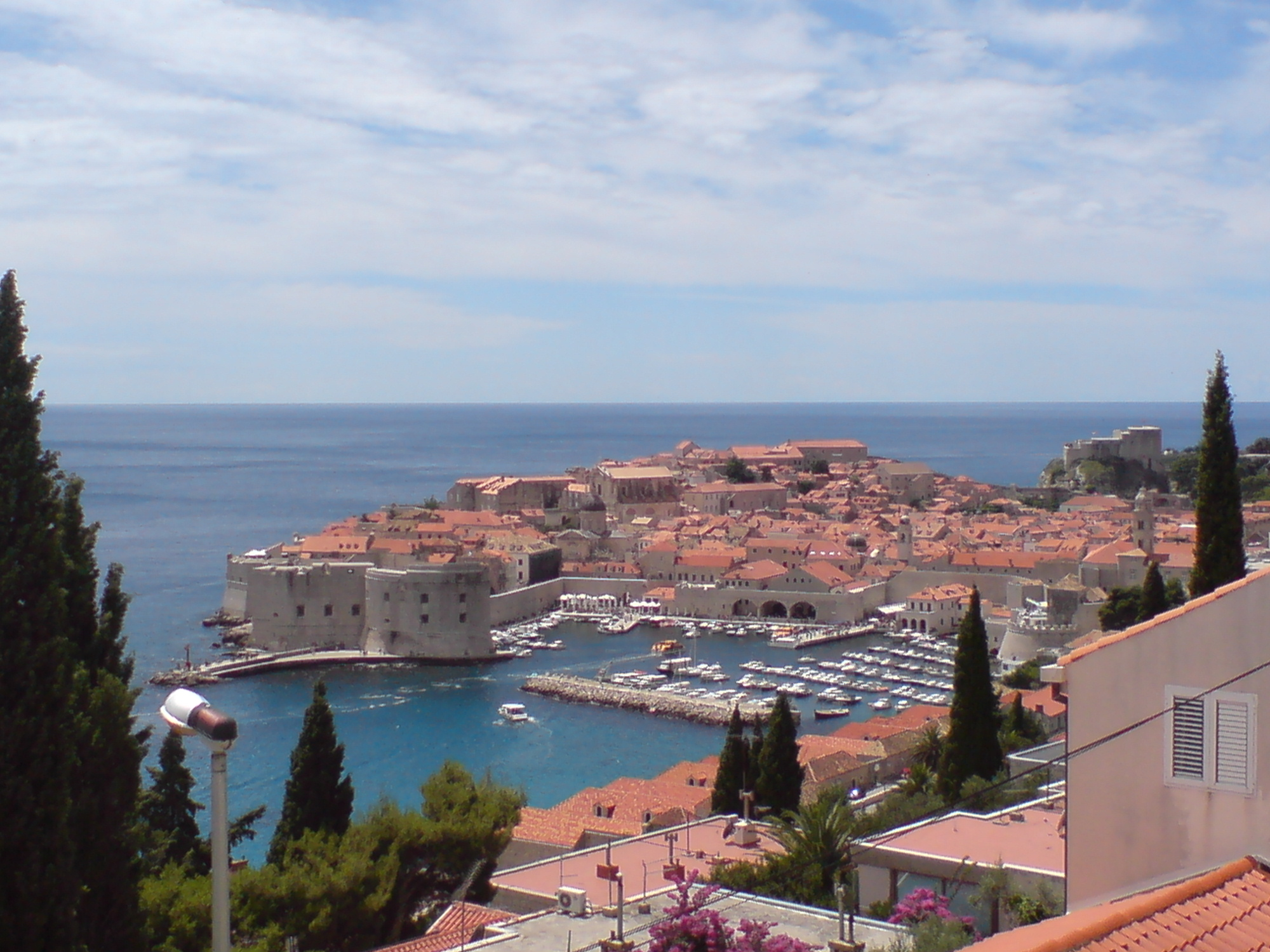
Гавань Дубровника
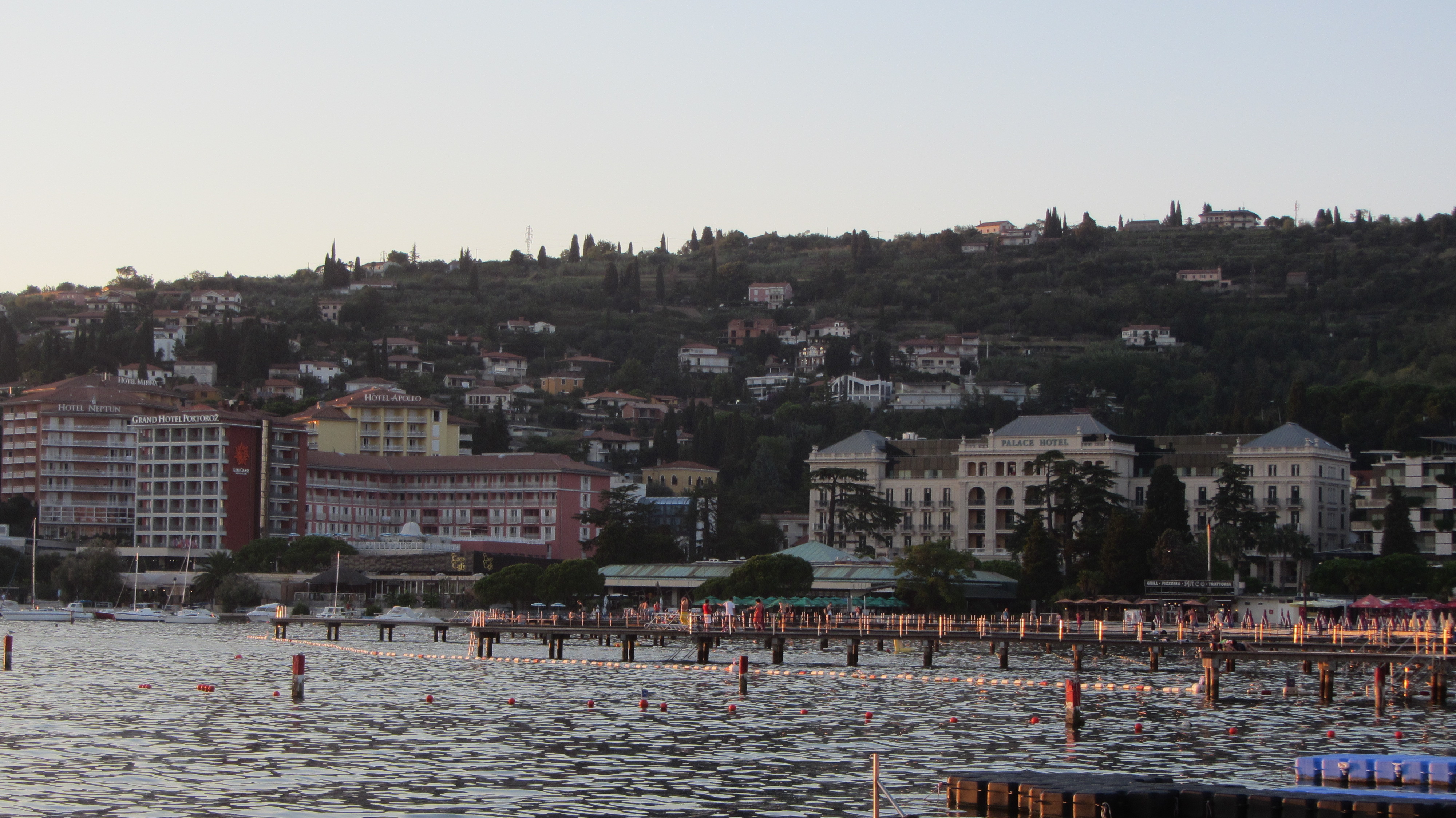
Готелі словенського Порторожу

## Екологія
Висока індустріалізація узбережжя, зростання міст, інтенсивний розвиток рекреаційних зон збільшують потенційний ризик небезпечних явищ для екології прибережної смуги.